# Hymenasplenium subnormale
Hymenasplenium subnormale är en svartbräkenväxtart som först beskrevs av Edwin Bingham Copeland, och fick sitt nu gällande namn av Nakaike. Hymenasplenium subnormale ingår i släktet Hymenasplenium och familjen Aspleniaceae. Inga underarter finns listade.